# Riemer Park
Le Riemer Park (également connu sous le nom de Parc de Riem) est un parc paysager d'environ 210 hectares sur le terrain de l'ancien aéroport de Munich-Riem.  

## Localisation
Situé dans la banlieue est de Munich, sur le territoire de la ville nouvelle de Riem et le district Trudering-Riem, il utilise notamment le terrain de l’ancien aéroport, fermé en 1992, et se situe entre Munich et les préalpes bavaroises.

## Histoire et description
Il a été conçu par les architectes paysagistes français Laurence Vacherot et Gilles Vexlard, à la suite d'un concours international en 1995 et 1996.  Il  a été construit de 1997 à 2005 avec un budget de 70,5 millions d'euros. Un lac artificiel de 10 hectares (Riemer See) fait partie du parc. Deux collines artificielles, pour la luge, ont été constituées à partir de matériaux de démolition de l'ancien aéroport. Les nivellements du sol ont été remodelés pour que le parc se fonde dans la campagne environnante, et pour donner l’impression optique d’un parc sans fin, s’étendant jusqu’à la chaîne des Alpes, visible à l’horizon et située à des dizaines de kilomètres de là. Des effets variés stimulent la curiosité par des pentes, des jardins en creux, des bosquets, des arbres isolés, des massifs boisés, etc. Les essences d’arbres, charmes, chênes, pins et alisiers essentiellement, ont été choisies pour rappeler les milieux naturels dans lesquels s’est inscrit initialement l’ancien aéroport. En 2005,  cet aménagement paysager sur une grande échelle a reçu le Prix allemand de l'architecture de paysage [Deutscher Landschaftsarchitektur-Preis],.
Sur le site a eu lieu le Bundesgartenschau 2005 (BUGA 2005), le festival national de jardins.  De ce fait, le parc est également connu sous le nom de BUGA Park.  Après le BUGA 2005, il est devenu un des parcs et  zone de loisirs de la ville de Munich, ouvert au public.

## Galerie

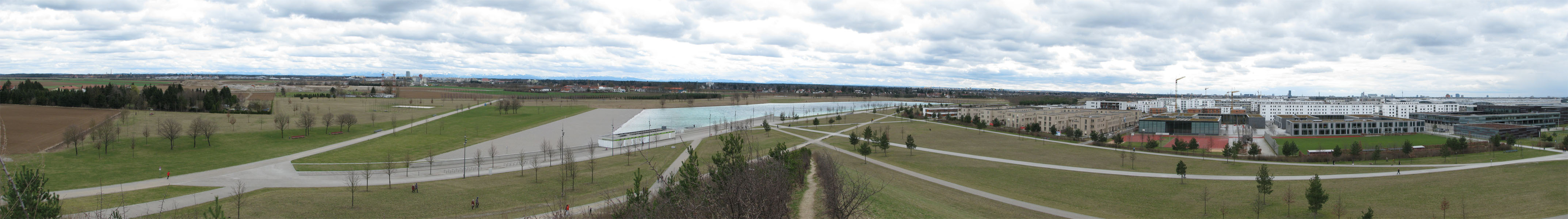
Vue panoramique d'une partie du parc, dont le lac et la ville nouvelle à proximité.

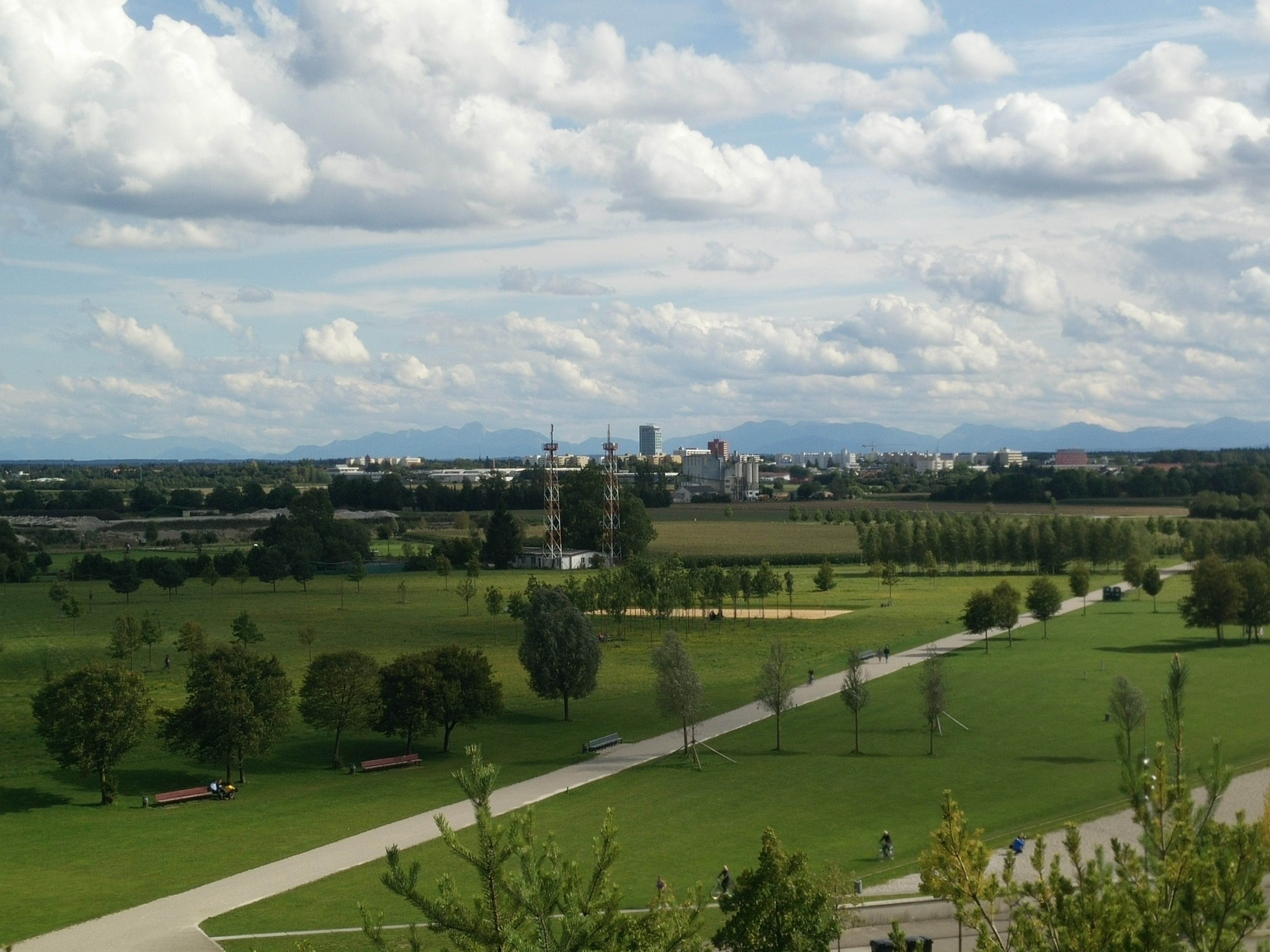
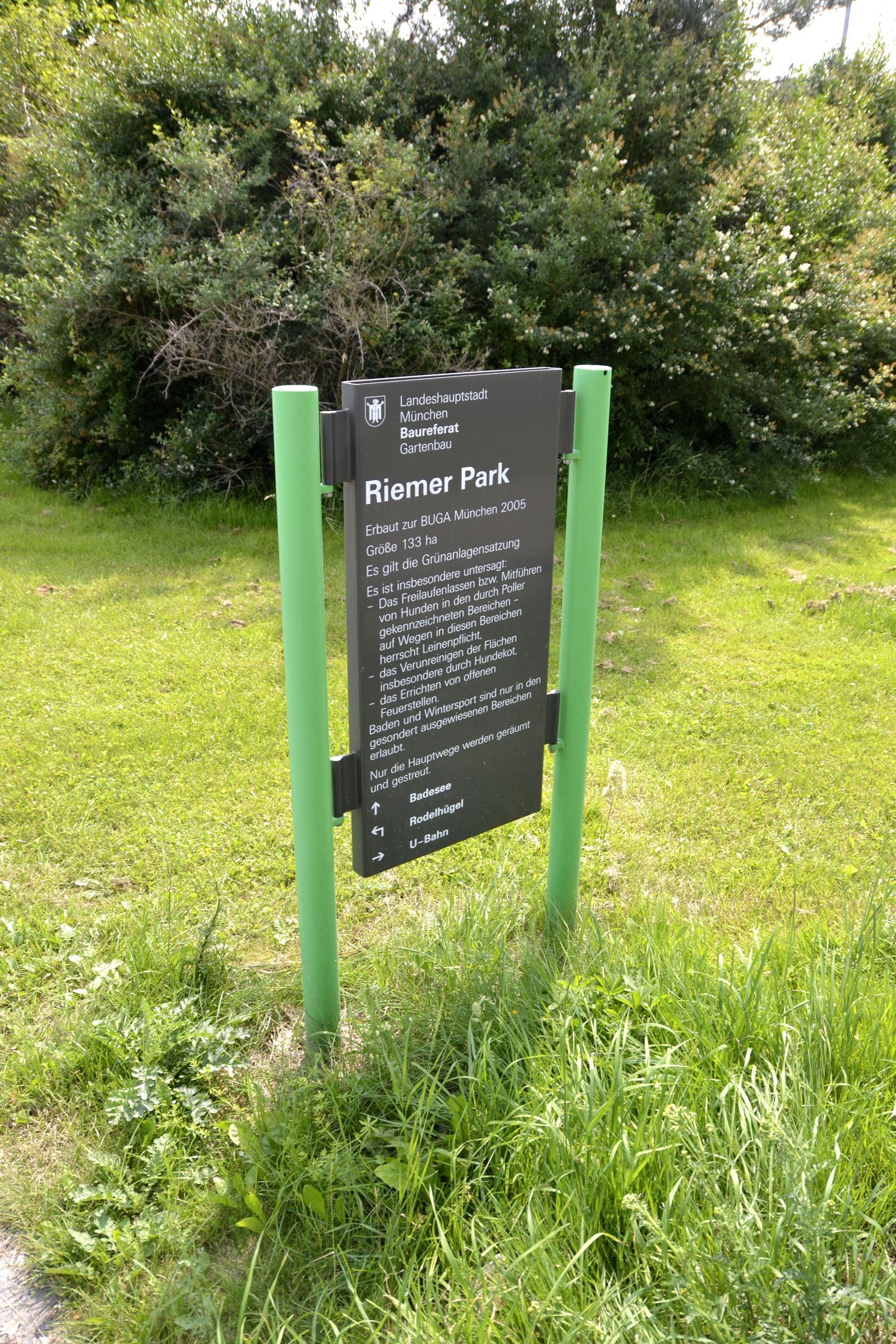
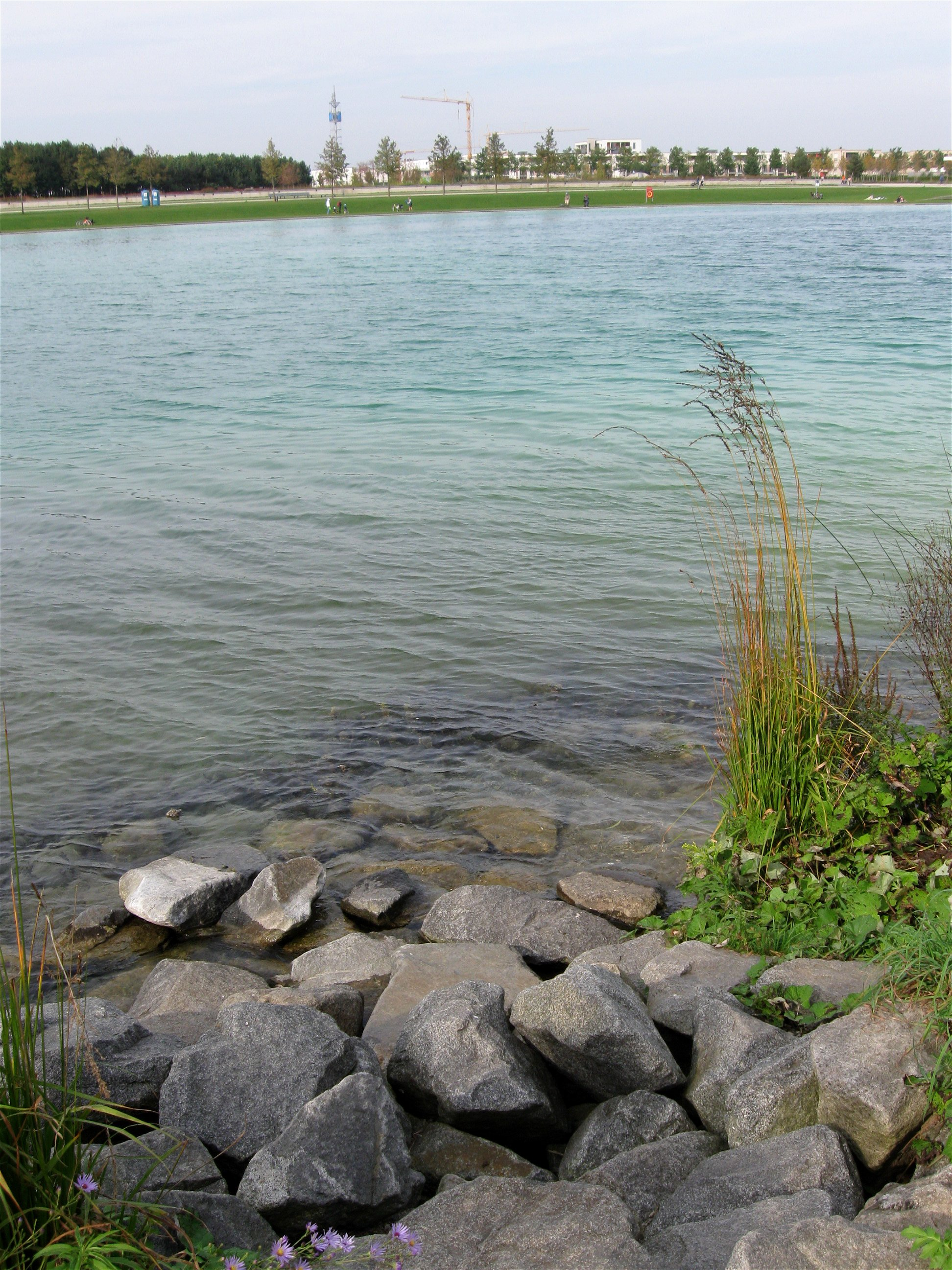
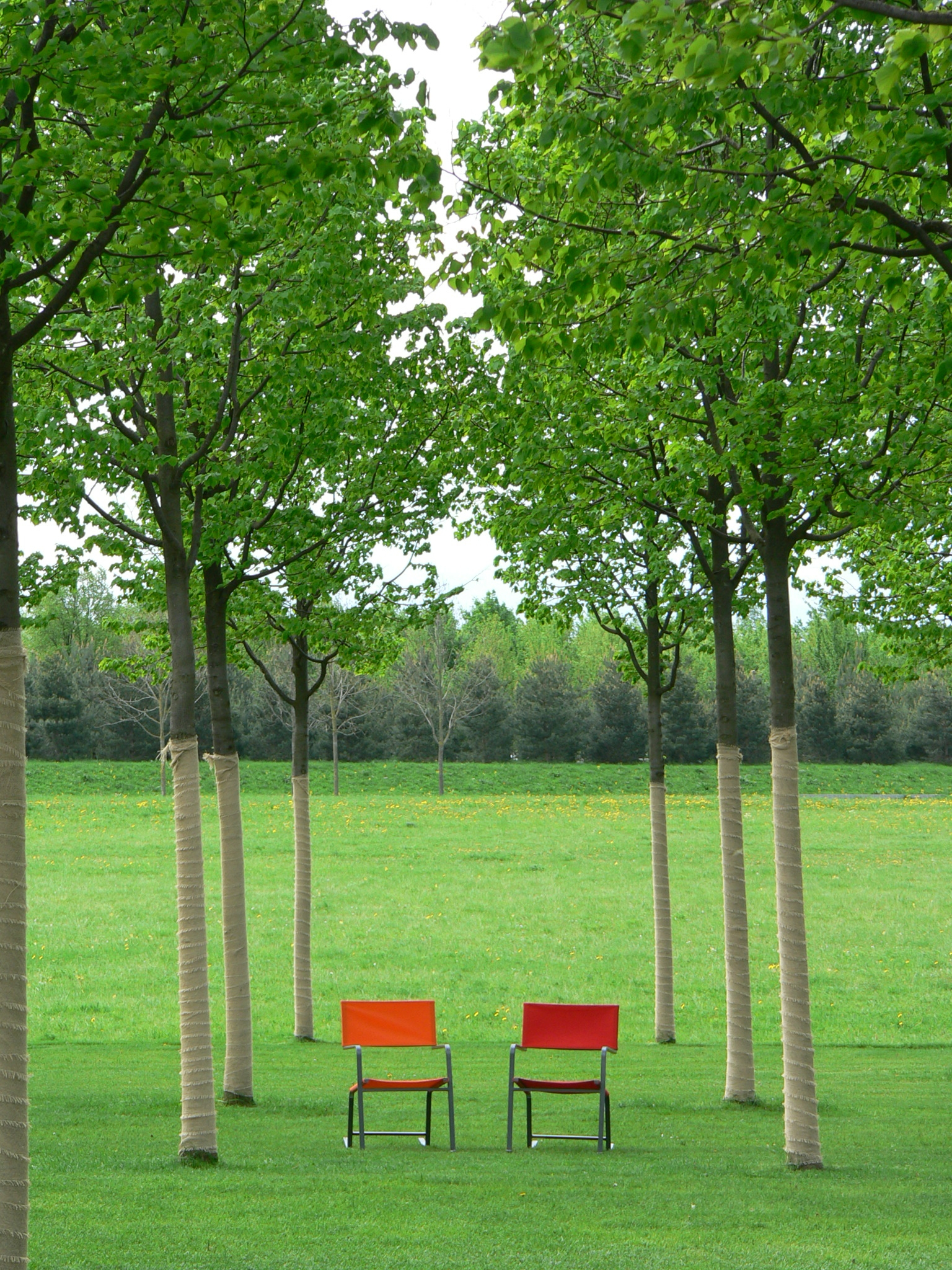
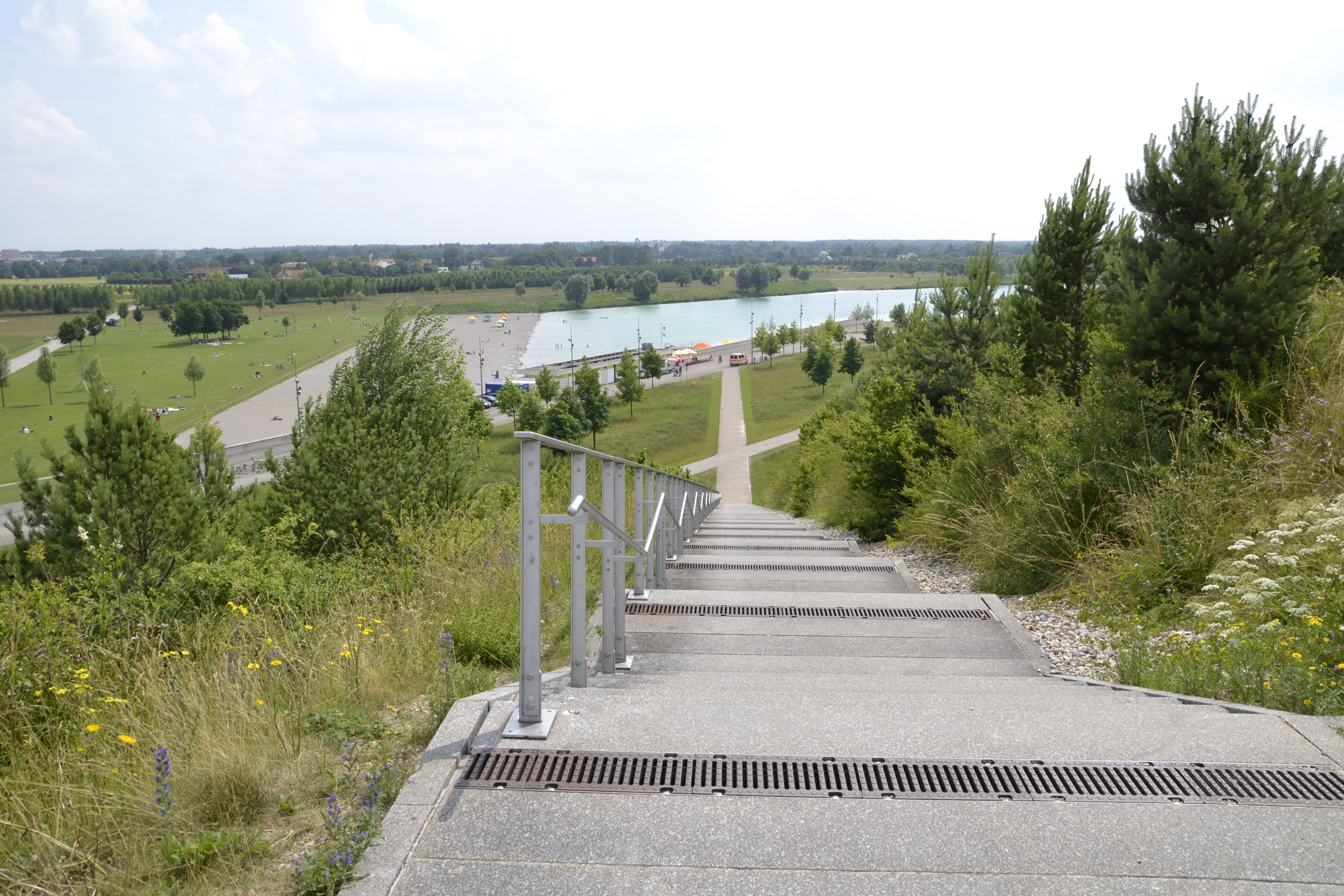